# Erich Langer (Heimatdichter)
Erich Arno Langer (* 30. August 1882 in Thalheim; † 27. Dezember 1932 in Dresden) war ein deutscher Volksschullehrer und Lyriker, der aus dem Erzgebirge stammte und als Mundart- und Heimatdichter in Dresden wirkte.

## Leben
Langer stammte aus dem sächsischen Erzgebirge. Sein Vater war der Strumpffabrikant Karl Gotthilf Langer, der sich um 1870 an der Hauptstraße in Thalheim ein repräsentatives Wohnhaus errichten ließ, das spätere Erich-Langer-Haus. In diesem Gebäude verbrachte Erich Langer seine Kindheits- und Jugendjahre. Unmittelbar daneben befand sich die Strumpffabrik seines Vaters.
Nach dem Besuch des Lehrerseminars in Zschopau wurde er 1903 Lehrer an der Volksschule in Leutewitz bei Dresden, wo er bis zum Jahr 1927 wirkte.
Frühzeitig interessierte sich Erich Langer für die Dichtkunst und begann bereits in der Schulzeit, erste Werke zu verfassen. Dazu gehört auch ein Lobgedicht auf seinen Heimatort Thalheim. Zahlreiche seiner Gedichte erschienen in späteren Jahren in Buchform. Einige seiner Heimatgedichte wurden auch auf Liedpostkarten gedruckt und erreichten somit eine relativ hohe Verbreitung. Darunter beispielsweise sein in erzgebirgischer Mundart verfasstes Gedicht De schännste Zeit. Vertont wurden Langers Dichtungen u. a. von Hugo Richard Jüngst und Max Welcker.
Als Mitbegründer des Leutewitzer Gesangsvereins Liedertreue war er 21 Jahre dessen erster Vorsitzender sowie zehn Jahre zweiter Vorsitzender des Elbgau-Sängerbundes. Von seiner Hand stammen zahlreiche Veröffentlichungen in der Elbgau-Sängerzeitung sowie der Zeitung des Deutschen Sängerbunds, zudem verfasste er die Festschrift zum 50-jährigen Bestehen des Sächsischen Elbgau-Sängerbundes. Im Jahr seines Todes publizierte er einen Berater für deutsche Gesangvereine, der hohe Verbreitung fand.

## Ehrungen
1934 wurde von Richard Schnauder ein quaderförmiger Gedenkstein aus Sandstein geschaffen und als Erinnerung an den Heimatdichter im Leutewitzer Volkspark am Ausgang zur Ockerwitzer Straße errichtet.
2007 wurde in der Stadt Thalheim an der Stelle des im Frühjahr 2004 abgerissenen Erich-Langer-Hauses für den Heimatdichter ein Gedenkstein errichtet.

## Werke (Auswahl)
- Jubelschrift zum 50jährigen Bestehen des Sächsischen Elbgau-Sängerbundes, Albanus, 1914.
- Aus deutschem Herzen, Gedichte, Dresden, Verlag O. und R. Becker. Darunter sein weit verbreitetes Gedicht Am Elbstrom.[5]
- In stillen Stunden, o. O. und o. J.
- Des Sängers Schatzkästlein. Ein Berater für deutsche Gesangvereine. Festreden, Ansprachen, Vorsprüche und Dichtungen von der Herrlichkeit des deutschen Liedes, Limpert, 1932.